# Kardinar
Kardinar je priimek v Sloveniji, ki ga je po podatkih Statističnega urada Republike Slovenije na dan 1. januarja 2010 uporabljalo 73 oseb.

## Znani nosilci priimka
- Marjan Kardinar, agronom, župan Občine Dobrovnik
- Marika Kardinar-Nagy (*1953), kegljavka